# Nissan Hypermini
Der Nissan Hypermini war ein Modell der japanischen Automobilmarke Nissan, welches auf der Tokyo Motor Show im Jahre 1997 präsentiert wurde und in Serienproduktion gegangen war.
Nissan bekam nach der Präsentation des Hyperminis viele Anfragen zur Serienreife des Hyperminis. Im Spätjahr 1998 wurden die ersten Fahrzeuge, die aus der Serienproduktion kamen, an die Kunden ausgeliefert. Der Preis eines Exemplars lag bei 4.015.000 Yen. Die Kunden kamen hauptsächlich aus Japan. Wenige Exemplare wurden aber auch in Hongkong und Singapur verkauft. Insgesamt wurden 220 Exemplare produziert.

## Antrieb
Der Hypermini war mit einer Traktionsbatterie mit 15 kWh Kapazität, 400 V Nennspannung und einer Energiedichte von 90 Wh/kg aus Lithium-Ionen-Akkumulatoren ausgestattet. Die Höchstgeschwindigkeit lag bei 100 km/h, die Reichweite bei 115 km im Japan 10-15 Testmodus. Sein Elektromotor lieferte bis zu 24 kW Leistung, hatte ein maximales Drehmoment von 130 Nm und eine Höchstdrehzahl von 6700/min.
Der Hypermini bot maximal zwei Personen Platz.
Die Traktionsbatterie des Hypermini war unter dem Bodenblech angebracht und wurde induktiv aufgeladen. Das kontaktfreie Ladesystem mit eingebauter Spule erzeugte ein hochfrequentes Magnetfeld. Ein tragbares Ladegerät konnte mitgeführt werden, damit man den Wagen an jeder Steckdose aufladen konnte. Nissan behauptete, der Hypermini könne mit einem Fünftel der Kosten eines benzinbetriebenen Fahrzeugs auskommen.

## Ausstattung
Der Hypermini war mit einem Navigations-, Informations- und Kommunikationssystem ausgerüstet, das den Fahrer auf Knopfdruck automatisch zu Vermietungsfirmen zurückführte oder die nächste Zentrale über Fehler informierte. Zusätzlich war eine Warneinrichtung im Wagen eingebaut, die den Fahrer auf eine niedrige Batterieladung hinwies, und dass die nächste Ladestation angefahren werden sollte.

## Produktion und Bestand
In Japan wurde der Hypermini in den Städten Kyoto (138 Stück), Yokohama (20 Stück), Ebina (15 Stück) und Tokyo (20 Stück) versuchsweise betrieben, wo Nissan in drei japanische Car-Sharing-Programme involviert war. Die Wagen wurden von Stadtbeamten und Privatbürgern verwendet, 120 Modelle wurden von Nissan verkauft.
Ebenso gab es Versuche in Davis, Kalifornien, USA in der University of California (15 Stück am 7. November 2001) und von der Stadtverwaltung von Pasadena, auch in Kalifornien (11 Stück).
Die 11 Hypermini der Stadt Pasadena wurden im August 2006 von Nissan wieder zurückgenommen, nachdem die Mietverträge ausgelaufen waren. Nissan behauptete, dass die Hypermini nicht mehr produziert würden und kein Service mehr dafür geleistet werden könnte.
Es kursieren aber Vermutungen, dass die Lobby der Ölindustrie die Produktion der Elektroautos unterbindet, so wurde auch die Produktion anderer Elektroautomodelle (z. B. General Motors EV1 oder Toyota RAV4 EV) bald wieder eingestellt.
Gelegentlich findet sich in Japan noch ein Exemplar des Hypermini in öffentlichem Verkauf.